# Crates de Élide
Crates de Élide (siglo V - IV a. C.) fue un atleta olímpico de Élide que se coronó campeón en el Concurso de Heraldos y Trompetas (396 a. C.) dentro de los 96 Juegos Olímpicos de la antigüedad. Fue el primero en ganar en este evento.